# Kenkō Tokina
K.K. Kenkō Tokina, bis 2011 K.K. Tokina (jap. 株式会社トキナー, Kabushiki kaisha Tokinā, engl. Tokina Co., Ltd.), ist ein 1950 gegründetes japanisches Unternehmen mit rechtlichem Sitz in Shinjuku und Verwaltungssitz in Nakano, beide in der Präfektur Tokio. Es produziert und vertreibt optische Objektive vorwiegend zur Verwendung in der Fotografie und Videoüberwachung. Zum 1. Juni 2011 ist es aufgrund Zusammenschluss mit Kenkō in K.K. Kenkō Tokina Co., Ltd. umbenannt und der Firmensitz von Machida nach Shinjuku verlegt worden. Die Vertriebsmarke Tokina besteht aber weiter. Zu Kenko Tokina gehören außerdem der Stativhersteller Slik und seit Juli 2011 der französische Filterhersteller Cokin. Es bestehen zudem Verbindungen zu Hoya.

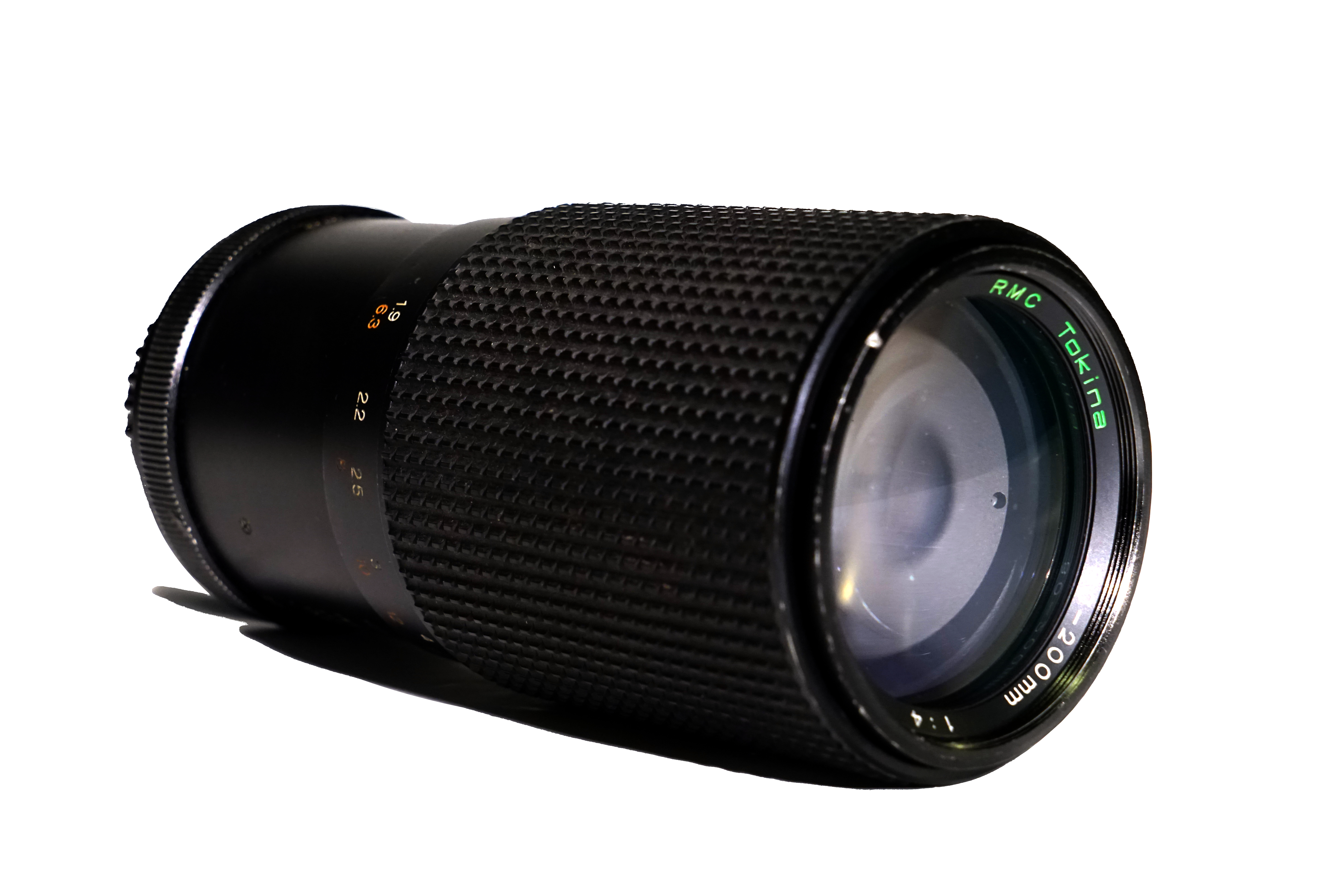
Das Objektiv RMC Tokina 80-200 mm F4

## Fotoobjektive
Tokina führt (Stand: Januar 2017) 17 Objektive für Spiegelreflexkameras von Nikon, Canon und Sony.
Das Objektiv-Design orientiert sich seit den 1990er Jahren an älteren Nikkor-Objektiven von Nikon, was unter anderem am Nikon-typischen Hammerschlaglack erkennbar ist.
Mit der Umstellung des Sortiments auf Objektive für die digitalen Halbformatkameras (Kürzel „DX“) und digitalen Kleinbildkameras (Kürzel „D“) konzentrierte sich der Hersteller auf die Objektivanschlüsse Nikon-F und Canon-EF. Am 1. Februar 2010 kündigte der Hersteller das seit rund fünf Jahren erste Objektiv mit Minolta-A-Bajonett an.

### Kooperation mit Pentax
In jüngerer Vergangenheit kooperieren Tokina und Kamerahersteller Pentax bei der Entwicklung einiger ihrer Objektive. Das AT-X 3,5-4,5/10-17 DX Fisheye, das AT-X 4,0/12-24 Pro DX, das AT-X 2,8/16-50 Pro DX, das AT-X 2,8/50-135 Pro DX, das AT-X Macro 2,8/35 Pro DX, das AT-X Macro 2,8/100 Pro D und das Opera 1.4/50 FF entstammen dieser Kooperation: Die Pentax- und Tokina-Versionen der gemeinsam entwickelten Objektive verfügen über vergleichbare optische Konstruktionen und Linsensätze, aber unterschiedliche Fassungen.

## Objektive
- OPERA SERIES
  - Opera 50mm F1.4 FF
- FÍRIN SERIES
  - FÍRIN 20MM F2 FE MF - WIDE ANGLE LENS (Mount: Sony E-Mount)
- AT-X PRO FX SERIES (Mount: Canon Full Frame, Nikon Full Frame)
  - AT-X 16-28 F2.8 PRO FX - WIDE ANGLE ZOOM (Mounts: Canon Full Frame, Nikon Full Frame)
  - AT-X 17-35 F4 PRO FX - WIDE ANGLE ZOOM (Mounts: Canon Full Frame, Nikon Full Frame)
  - AT-X 24-70 F2.8 PRO FX - STANDARD ZOOM (Mounts: Canon Full Frame, Nikon Full Frame)
  - AT-X 70-200 F4 FX VCM-S - TELEPHOTO ZOOM (Mounts: Nikon Full Frame)
  - AT-X M100 AF PRO D - MACRO (Mounts: Canon Full Frame, Nikon Full Frame, Canon APS-C, Nikon APS-C)
- AT-X PRO SERIES
  - AT-X 11-20 F2.8 PRO DX - WIDE ANGLE ZOOM (Mounts: Canon, Nikon)
  - AT-X 11-16 PRO DX II - WIDE ANGLE ZOOM (Mounts: Canon APS-C, Nikon APS-C, Sony Alpha APS-C)
  - AT-X 12-28 PRO DX - WIDE ANGLE ZOOM (Mounts: Canon APS-C, Nikon APS-C)
  - AT-X 14-20 F2 PRO DX - WIDE ANGLE ZOOM (Mounts: Canon, Nikon)
- AT-X SERIES
  - AT-X 10-17 AF DX  - FISHEYE ZOOM (Mount: Canon APS-C, Nikon APS-C)
  - AT-X 10-17 AF DX NH - FISHEYE ZOOM (Mounts: Canon Full Frame, Nikon Full Frame, Canon APS-C, Nikon APS-C)
- AT-X V SERIES 
  - AT-X 10-17 DX   NH V - FISHEYE ZOOM (Mount: Canon APS-C)
  - AT-X 11-16 PRO DX V - WIDE ANGLE ZOOM (Mount: Canon APS-C, Nikon APS-C)
  - AT-X 12-28 PRO DX V - WIDE ANGLE ZOOM (Mount: Canon APS-C)
  - AT-X 17-35 PRO FX V - WIDE ANGLE ZOOM (Mount: Canon Full Frame)
- OTHER SERIES (Mount: Micro 4/3rds)
  - REFLEX 300MM F6.3 MF MACRO